# Punta Lunga (Isole Salomone)

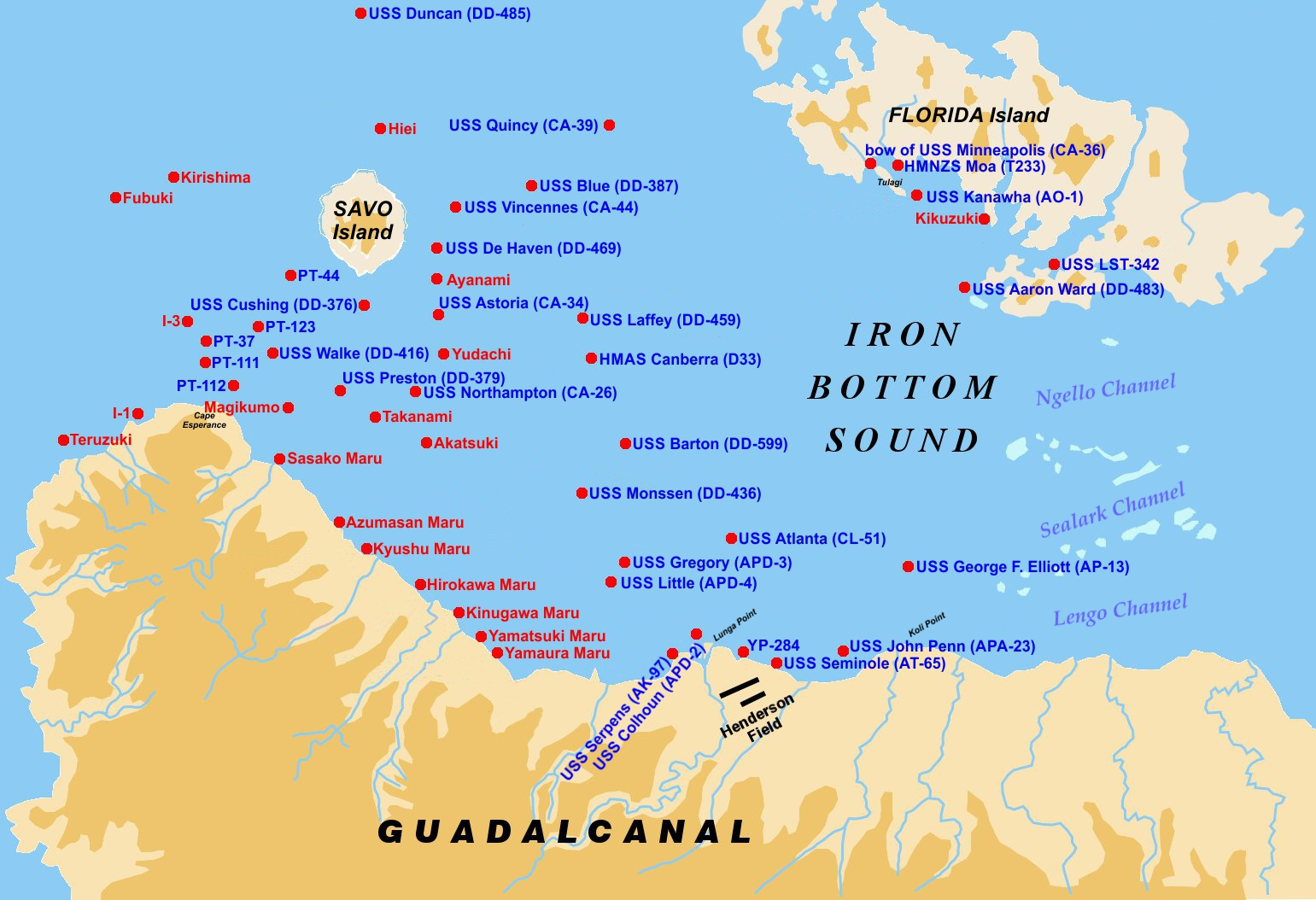
Carta nautica ritraente lIronbottom Sound, con i mari e le isole.

Punta Lunga oppure, in inglese, Lunga Point è un promontorio della costa settentrionale dell'isola di Guadalcanal, famoso per essere stato lo scenario di una battaglia navale, combattuta durante la Seconda guerra mondiale. Il vicino aeroporto inizialmente si chiamava Lunga Point, per poi cambiare in Henderson Field.
(L'USS Lunga Point (CVE-94) fu anche il nome di una portaerei di scorta attiva nella seconda guerra mondiale.)
Il 7 agosto 1942, 11 000 marines sbarcarono su Lunga Point per fermare i lavori per la costruzione di un aeroporto da parte dell'Esercito Imperiale giapponese prima che diventasse operativo, all'inizio della campagna di Guadalcanal.